# Rhizopogon occidentalis
Rhizopogon occidentalis är en svampart som beskrevs av Zeller & C.W. Dodge 1918. Rhizopogon occidentalis ingår i släktet Rhizopogon och familjen hartryfflar.  Arten är reproducerande i Sverige. Inga underarter finns listade i Catalogue of Life.